# NGC 6533
NGC 6533 је расејано јато са емисионом маглином у сазвежђу Стрелац које се налази на NGC листи објеката дубоког неба.
Деклинација објекта је - 24° 23' 0" а ректасцензија 18h 4m 6,0s. Привидна величина (магнитуда) објекта NGC 6533 износи 14,0.